# Firenze-Pistoia 2005
La Firenze-Pistoia 2005, ventesima edizione della corsa e valida come evento dell'UCI Europe Tour 2006 categoria 1.1, si svolse il 22 ottobre 2005 su un percorso di 33 km. Fu vinta dall'ucraino Serhij Matvjejev che giunse al traguardo con il tempo di 41'18", alla media di 47,941 km/h.

## Classifica (Top 10)
| Pos. | Corridore          | Squadra       | Tempo   |
| ---- | ------------------ | ------------- | ------- |
| 1    | Serhij Matvjejev   | Cer. Panaria  | 41'18"  |
| 2    | Andrij Hrivko      | Domina Vac.   | a 10"   |
| 3    | Giovanni Visconti  | Domina Vac.   | a 38"   |
| 4    | Marco Pinotti      | Saunier Duval | a 43"   |
| 5    | Oleksandr Kvačuk   | Lampre        | a 58"   |
| 6    | Andrea Peron       | Team CSC      | a 1'08" |
| 7    | Nico Sijmens       | Landbouwkred. | a 1'57" |
| 8    | Vincenzo Nibali    | Fassa Bortolo | a 2'03" |
| 9    | Edgard Simon       | Selle Italia  | a 2'08" |
| 10   | Rubens Bertogliati | Saunier Duval | a 2'11" |